# Kanutigilde

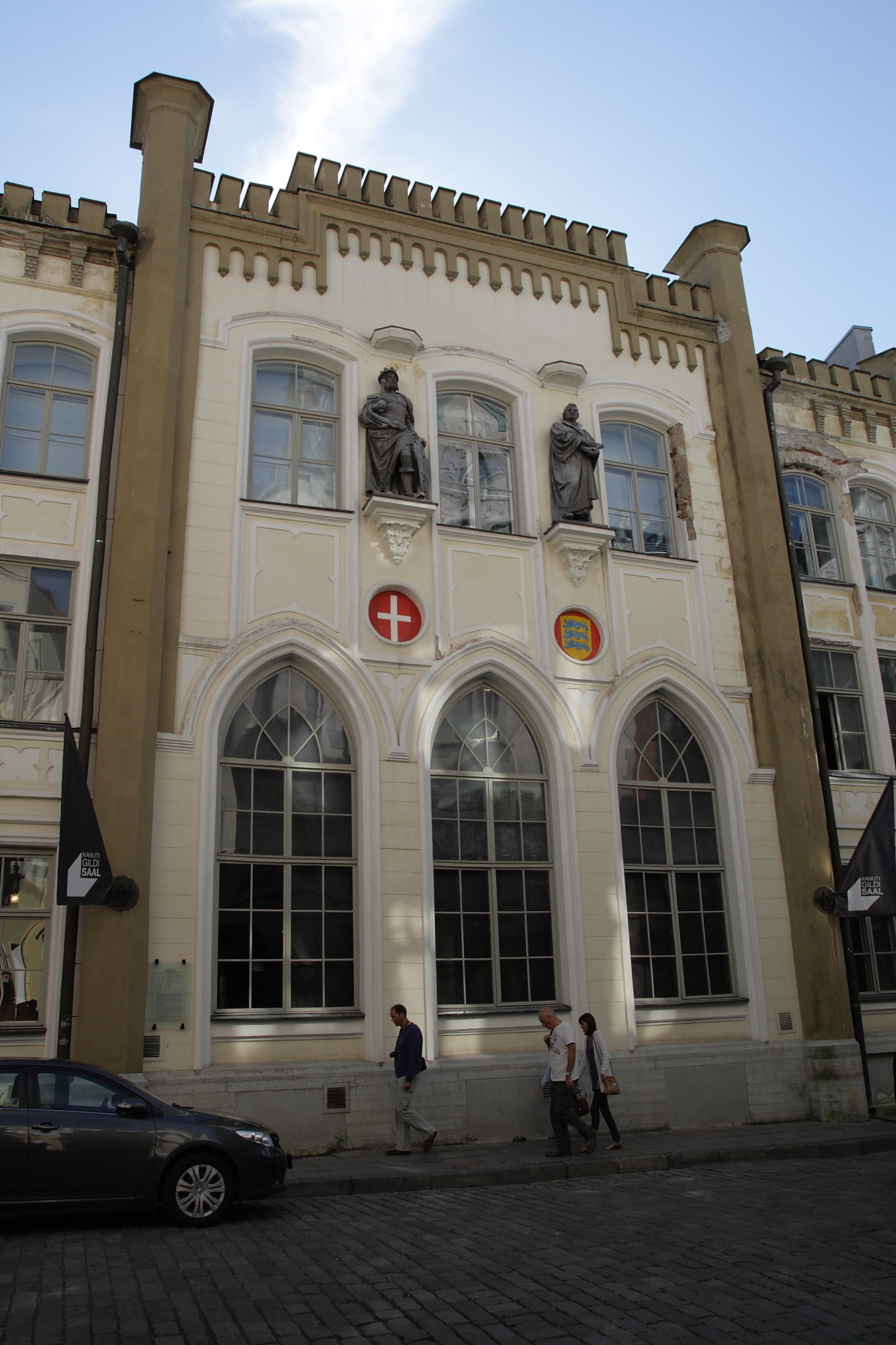
Die Fassade der Kanutigilde in Tallinn

Die Kanutigilde (auch St. Kanutigilde, estnische Püha Kanuti gild) war bis 1920 eine Gilde in der estnischen Hauptstadt Tallinn. Erstmals urkundlich erwähnt wird sie 1326. Allerdings besaß die Gilde bereits damals ein Haus, weswegen in der Forschung bereits eine frühere Existenz angenommen wird. Neben der Olaigilde gilt sie als älteste Gilde Revals.

## Geschichte
Die Kanutengilde leitet ihren Namen vermutlich vom Schutzpatron der Knudsgilden, Knud Lavard, ab. Anfänglich war die Kanutigilde eine geistliche Bruderschaft. Später wurde sie zur Vereinigung der Handwerker Tallinns, die die schwierigeren und wertvolleren Handwerksberufe aufnahm. Vor allem Goldschmiede, Uhrmacher, Hutmacher, Bäcker, Schuhmacher und Kunstmaler gehörten der Kanutengilde an. Ihre Mitglieder waren meist deutscher Herkunft. Wahrscheinlich war die Mitgliederzahl der Kanutigilde nicht sehr groß, dafür jedoch umso elitärer. Die Hoch-Zeit der Kanutigilde wird auf das 16. Jahrhundert datiert. Vorsteher der Gilde war der Aldermann. Von den skandinavischen Knudsgilden unterschied sich die Kanutigilde als Handwerkergilde, indes die Gilden in Schweden und Dänemark als Händlergilden aktiv waren.
1326 gehörte der Kanutigilde bereits ein Haus im Zentrum Tallinns, 1404/06 wurde das Nachbarhaus hinzuerworben. An dessen Stelle wurde 1470 ein neues Gebäude errichtet. Jedes Jahr wurde dort ein großes Fest abgehalten, bei dem die Neumitglieder feierlich gewählt wurden.
1800/02 wurde ein weiteres Gebäude hinzuerworben. Das Ensemble wurde 1863/64 im Tudorstil umgebaut. Die Fassade schmücken die Figuren des Heiligen Knut und Martin Luthers.
1920 wurde die Kanutigilde offiziell aufgelöst. Von 1919 bis 1932 war in dem Haus das Technikum Tallinn untergebracht. Das Gebäude wird heute als Konzert-, Performance- und Theatersaal genutzt.